# BBV Union Bremen
Der BBV Union Bremen war ein Sportverein aus dem Bremer Stadtteil Altstadt. Die erste Fußballmannschaft spielte 15 Jahre in der höchsten Bremer Amateurliga.

## Geschichte
Der Verein wurde im Jahre 1901 als FC Elite Bremen und fusionierte 1909 mit dem FC Roland Bremen zum Bremer BV. Im Jahre 1923 fusionierte dieser mit dem später neu gegründeten TuS Schwachhausen zum BBV Union Bremen. Ein Jahr später stieg Union erstmals in die höchste Spielklasse auf. Im Jahre 1928 wurde die Mannschaft hinter dem VfB Komet und dem Bremer SV Dritter der Weserstaffel. Fünf Jahre später verpasste der Verein die Qualifikation für die Gauliga Niedersachsen und wurde in die zweitklassige Fußball-Bezirksklasse Bremen aufgenommen. Aus dieser stieg der Verein 1935 in die Drittklassigkeit ab, ein Wiederaufstieg gelang zur Spielzeit 1941/42.
Nach dem Zweiten Weltkrieg stieg der BBV 1959 erstmals in die höchste Bremer Amateurliga auf und hielt sich dort für drei Jahre. Nach zwei Ab- und zwei Aufstiegen in Folge konnten sich die „Joner“ ab 1965 längerfristig in der Amateurliga halten. Im Jahre 1968 wurde mit Rang vier der sportliche Zenit erreicht. Dem Abstieg von 1972 folgte der direkte Wiederaufstieg, ehe der BBV nach einem weiteren Abstieg im Jahre 1976 zur Fahrstuhlmannschaft wurde. In der Saison 1982/83 erreichte die Mannschaft nochmal die Verbandsliga, ehe sie 1993 in die Kreisliga abstürzte. Am 6. März 1998 fusionierte der BBV Union mit Bremen 1860 zu FC Union 60 Bremen.

## Persönlichkeiten
- Thomas Schaaf (Bundesligaspieler und -trainer bei Werder Bremen)